# Stephanidae
Die Stephanidae, gelegentlich auch Kronenwespen genannt (von griechisch Stephanos (στέϕανος) für Krone) sind eine Familie der Hautflügler. Sie gelten als die ursprünglichste Gruppe der Taillenwespen (Apocrita) und als Schwestergruppe aller übrigen Taillenwespen zusammengenommen. Mit den Orussidae unter den Symphyta haben sie einige interessante Gemeinsamkeiten in Lebensweise und Körperbau, die Rückschlüsse auf die evolutionäre Entstehung der Taillenwespen zulassen. Die Familie hat knapp 350 Arten, von denen drei in Europa und eine auch in Deutschland nachgewiesen sind.

## Merkmale
Es handelt sich um meist relativ große, parasitoide Hautflügler ("Legimmen") mit einer Reihe von Besonderheiten im Körperbau, die sie fast unverwechselbar machen. Der immer langgestreckte und grazile Körper ist meist schwarz gefärbt, oft mit weißen und gelben Zeichnungselementen, es kommen aber auch dunkelbraune oder gelblich-strohfarbene Arten vor. Der recht große und fast runde Kopf ist beinahe in alle Richtungen beweglich. An ihm sitzen zwei große Komplexaugen und drei Punktaugen (Ocellen), deren Mittleres von meist fünf dornartigen Erhebungen umgeben ist. Diese Struktur erinnerte den Beschreiber an eine Krone (Namensgebung). Die langen und fadenförmigen Fühler besitzen zwischen 23 und 44 Segmente und sind am Oberrand des Clypeus, etwa auf Höhe des Unterrandes der Komplexaugen eingelenkt. Die basalen Geißelglieder sind viel länger als die distalen. Das Labrum und besonders die Mandibeln sind auffallend groß und nach vorn gerichtet.
Charakteristisch ist der Bau des Pronotums. Dieses ist hinten breit und nach vorne hin langgestreckt dreieckig in einen "Hals" ausgezogen, an dessen Spitze der breitere Kopf ansitzt. Die "Hals"region ist immer gerunzelt und trägt oft quer stehende Leisten oder Kiele, die für die Unterscheidung der Gattungen von Bedeutung sind. Das letzte Beinpaar weist auffällige Besonderheiten auf. Die Hinterschenkel sind stark verdickt und haben fast immer dornartige Zähne auf der Unterseite (bei S. serrator drei), die Schiene (Tibia) ist basal abgeflacht, distal verdickt und mit einer schlitzförmigen Grube auf der Außenseite. Die Modifikation dient als Träger eines Sinnesorgans, des Subgenualorgans, das bei vielen Insekten vorkommt, bei den Stephanidae aber besonders stark entwickelt ist. Dieses Subgenualorgan dient als Vibrations- und Erschütterungssensor. Das Flügelgeäder ist innerhalb der Familie recht vielgestaltig und reicht von Arten mit zahlreichen Adern und Zellen im Vorderflügel bis hin zu stark reduzierten Ausbildungen. Wie bei allen Apocrita ist das erste Hinterleibssegment als Propodeum mit dem Metathorax verschmolzen, das Propodeum der Stephanidae trägt schlitzförmige, abgewandelte Stigmen. Das zweite Hinterleibssegment ist zu einem auffallend langen und dünnen Stiel ausgezogen, an dessen Spitze der wieder breitere restliche Hinterleib (Metasoma) ansitzt. Der Stiel kann mehr als 20 mal so lang wie breit sein. Er sitzt am mittleren Körperabschnitt (Mesosoma, d. h. Thorax plus Propodeum) oberhalb der Hinterhüften an, wodurch die Tiere den Hungerwespen (Evaniidae) ähneln können; früher wurden sie oft in deren Verwandtschaft gestellt. Die Weibchen tragen am Hinterende des Hinterleibs einen langen und schlanken Legebohrer, der in Ruhestellung gerade über das Hinterleibsende vorragt. Der Legebohrer ist mindestens körperlang, er kann die Körperlänge bei einigen Arten mehrfach überschreiten. Die größten Arten der Gattung Megischus sind unter Einschluss des Legebohrers etwa 75 Millimeter lang. Der Legebohrer, besonders seine Spitze, ist durch Einlagerung von Zink (nicht Mangan, wie bei den echten Schlupfwespen) besonders gehärtet, um Bohrungen durch Holz zu ermöglichen. Das stielförmige Basalsegment des Metasomas wird beim Stechakt nach oben gestreckt, um den langen Legebohrer in richtiger Position auf der Unterlage positionieren zu können.

## Lebensweise
Die Larven der Stephanidae sind Parasitoide von in Holz lebenden Insektenlarven. Ihre Wirte sind in den meisten bekannt gewordenen Fällen Käferlarven, besonders Prachtkäfer und Bockkäfer. Einige Arten belegen aber auch Larven von Holzwespen. Bei den wenigen Arten, deren Biologie etwas besser bekannt ist (meist aus Nordamerika) ist die Wirtsspezifität gering, es werden von jeder Art eine Vielzahl von Wirten entsprechender Lebensweise akzeptiert. Die Weibchen suchen passende Wirte durch Umherlaufen auf der Holzoberfläche. Die Erkennung eines passenden Wirts geschieht offenbar ausschließlich durch die beim Fressen der Wirtslarve entstehenden Geräusche und Erschütterungen des Holzes, die mit den Subgenualorganen wahrgenommen wird. Das Weibchen bohrt an passender Stelle seinen Legebohrer durch das Holz bis zur Wirtslarve, die es mit einem Ei belegt. Die ausschlüpfende Stephanidenlarve frisst von außen an der Wirtslarve (Ektoparasitoid) innerhalb des Fraßganges im Holz. Im letzten Larvenstadium wird die Wirtslarve abgetötet, die Verpuppung erfolgt tief im Holz ohne Hülle oder Gespinst. Erst die schlüpfende Imago frisst sich von hier aus einen langen Gang bis zur Holzoberfläche, dazu sind ihre Mandibeln umgestaltet und ebenfalls durch Schwermetalleinlagerung gehärtet.

## Verbreitung
Die meisten Arten der Familie leben in Wäldern der Tropen und der Subtropen. Der größte Artenreichtum wurde im tropischen Ostasien nachgewiesen. Auch aus trockenen bis hin zu fast wüstenartigen Lebensräumen sind Arten bekannt, z. B. aus Saudi-Arabien und den Vereinigten Emiraten. Die größten Arten, mit einer Körperlänge von gut 18 mm ohne Legebohrer, leben in Australien und Neukaledonien. Nach Norden hin wird die Familie rasch seltener. In Europa leben drei Arten, zwei davon im östlichen Mittelmeerraum. Mitteleuropa erreicht sie mit einer einzigen Art, Stephanus serrator, die auch in Deutschland und Österreich vorkommt. Die Art fliegt im Sommer (von Juni bis September) und wird am ehesten an totem Holz gefunden, wobei auch gestapelte Scheite oder Zaunpfosten ausreichen. Sie wird selten an Blüten gesehen, ob die Imago überhaupt Nahrung aufnimmt, ist unklar. Beobachtete Weibchen benötigten für eine Bohrung im Holz etwa anderthalb Stunden.
Quasi alle Arten der Familie gelten als sehr selten. Von den meisten tropischen Arten ist jeweils nur ein einzelnes Exemplar (das Typusexemplar) bekannt geworden. Es gibt Hinweise darauf, dass die Seltenheit zumindest teilweise methodisch bedingt ist, weil die Tiere mit den Standard-Erfassungsmethoden für Hautflügler nur sehr selten zu fangen sind.

## Systematik
Die Stephanidae sind durch zahlreiche morphologische Besonderheiten gekennzeichnet und innerhalb der Hautflügler dadurch isoliert, so dass sie als einzige Familie (monotypisch) in eine eigene Überfamilie Stephanoidea gestellt werden. Die Stephanoidea gelten innerhalb der Taillenwespen als ursprünglichste Entwicklungslinie. Diese Positionierung geht vor allem auf morphologische Befunde zurück und wird von molekularen Stammbäumen nur schwach unterstützt (die ihr aber zumindest auch nicht widersprechen). Die Gemeinsamkeiten in der Lebensweise mit den Orussidae, die als nächste Verwandte der Taillenwespen unter den "Symphyta" gelten, sind auffallend. Die Familien stimmen auch in einigen morphologischen Merkmalen überein, am auffallendsten in der namengebenden "Krone" aus fünf Dornen, die auf dem Scheitel den mittleren Ocellus umgeben. Lässt sich diese Verwandtschaftsgruppe bestätigen, würde sie eine Entstehung der Taillenwespen aus Ektoparasitoiden von holzbewohnenden Käferlarven höchst wahrscheinlich machen. Die Morphologie der Larven der Stephanidae ist bisher kaum untersucht worden. Insbesondere ist es unbekannt, ob sie, wie sonst alle Taillenwespen, bis zum letzten Larvenstadium einen hinten geschlossenen Darm besitzen.
Innerhalb der Familie sind die Verwandtschaftsverhältnisse nicht endgültig geklärt. Zwar wird eine Reihe von Unterfamilien vorgeschlagen, deren Berechtigung aber von anderen Forschern bestritten wird. Möglicherweise sind einige große Gattungen wie Foenatopus paraphyletisch ("Sammelgruppen" für Arten, die andernorts nicht unterzubringen waren). Eine Reihe Anfang des 20. Jahrhunderts beschriebener Arten wurde später synonymisiert. Gleichzeitig werden auch aktuell noch jedes Jahr viele neue Arten beschrieben.
Eine Übersicht über den weltweiten Artenbestand bietet Aguiar (2004). Die meisten paläarktischen Arten wurden von van Achterberg (2002) aufgelistet, beschrieben und abgebildet.

## Fossilbeleg

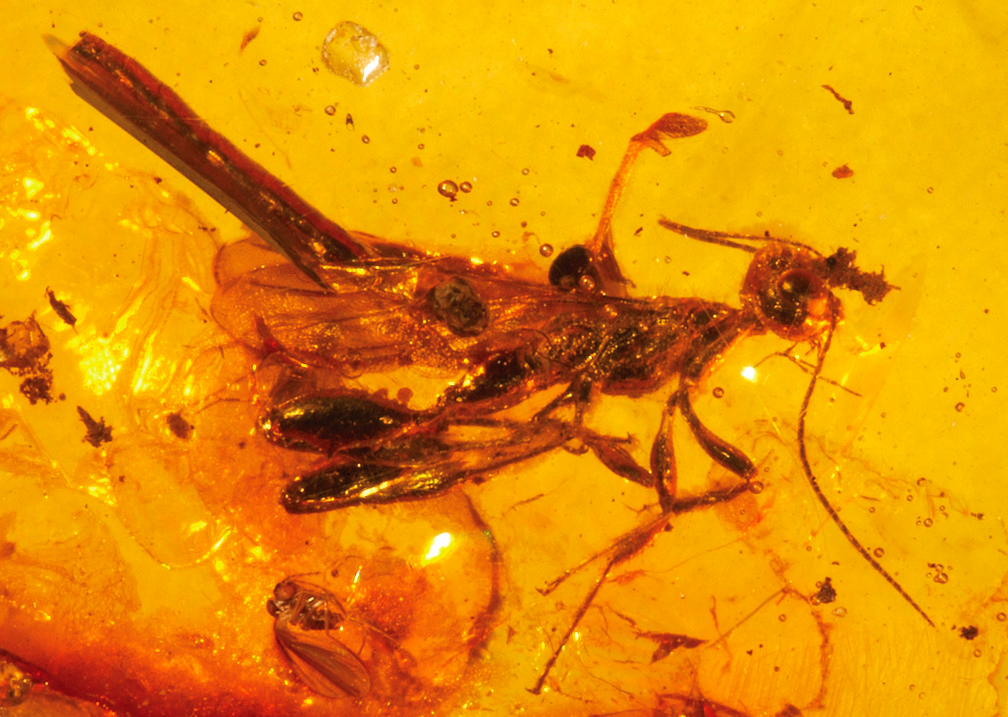
Der Neotypus von Electrostephanus petiolatus Brues in baltischem Bernstein (AMNH B-JWJ-260).

Das älteste Fossil einer Stephanidae stammt aus der mittleren Kreide und wurde als Einschluss (Inkluse) in Bernstein aus New Jersey gefunden. Weitere fossile Funde liegen auch aus baltischem Bernstein vor.